# Château de Thégra
Cet article concerne le château de Thégra situé dans le Lot. Pour le château de Thégra situé en Haute-Garonne, voir Château de Thégra (Haute-Garonne).
Le château de Thégra est un château situé à Thégra, dans le département du Lot, en France.

## Historique
Les vicomtes de Turenne étaient les suzerains de Thégra, mais cette suzeraineté était contestée par les seigneurs de Cazillac. Cependant un arrêt du parlement de Bordeaux de 1526 a confirmé que le vicomte de Turenne était le seigneur suzerain de Thégra. Cette décision a été renouvelée en 1705 et 1735. Cette contestation sur la limite entre les vicairies de Turenne et de Cazillac n'a pas permis d'exiger l'hommage des seigneurs de Thégra, faisant croire que la seigneurie de Thégra était un franc alleu. Pour échapper à cette suzeraineté, les seigneurs de Thégra se sont déclarés vassaux du seul comte de Toulouse, puis du roi. Cependant, les vicomtes de Turenne ayant acheté la baronnie de Cazillac le 3 mars 1689, cette contestation n'avait plus lieu d'être.
Une bulle du pape Pascal II datée du 4 des ides d'avril 1106 la possession des revenus de l'église Saint-Barthélemy de Thégra, siège d'un archiprêtré, établis anciennement du temps de saint Didier, évêque de Cahors, au chapitre de Cahors. L'archiprêtré de Thégra était très vaste et comprenait plus de 60 paroisses dont Rocamadour.
Au XIIe siècle, la seigneurie, avec toutes les justices, est passée des vicomtes de Turenne à la famille Gasc par alliance. Un des membres de la famille de Gasc originaire de Gascogne est venu dans le Haut-Quercy à la suite d'une alliance avec les vicomtes de Turenne qui lui auraient donné Bétaille et Thégra.
Guillaume I Gasc vivait en 1120. Il a cinq fils, dont Bertrand I Gasc et Guillaume II Gasc, puis Guillaume III Gasc qui fait des dons à l'abbaye d'Obazine en 1181, puis son fils et héritier Bertrand II Gasc. Le XIIe siècle voit le développement du pèlerinage de Rocamadour pendant l'abbatiat d'Ebles de Turenne. Rocamadour faisant partie de l'archiprêtré de Thégra, Ebles de Turenne a demandé aux Gasc qui sont ses parents d'assurer la protection du site. Bertrand II Gasc, seigneur de Bétaille et de Thégra, est garant en 1221 d'un accord entre Raymond IV de Turenne et Matfred de Castelnau. Sa fille a épousé vers 1215 Arnaud Stephani, seigneur de Gigouzac. Son fils Bertrand III Gasc lui succède. Il est mentionné dans un acte de 1247 mais ne l'est plus quand les coutumes sont données à Thégra, en 1266. Les enfants de Bertrand III sont Raymond Gasc, l'aîné, Guillaume Gasc, Hugues Gasc et N. Gasc mariée à Guillaume Robert de Cavaignac. Raymond Gasc a vendu sa part de Thégraavant 1280 à Raymond de Cornil, évêque de Cahors qui la cède en 1283 à son petit-neveu, Géraud de Cornil. Après 1285, Raymond Gasc fait des Stéphani de Valon ses héritiers. Ses frères Guillaume et Hugues Gasc font aussi les Stephani de Valon leurs héritiers.
Bernard Stephani de Valon, fils d'Arnaud Stephani et N. Gasc, seigneur de Gigouzac, s'est marié vers 1235 avec Guillemette de Valon, héritière des Valon de Lavergne. Ses trois fils, Guillaume de Valon, Arnaud Stephani et Pierre de Valon sont coseigneurs de Thégra pour la part possédée par leur grand-père, Arnaud Stephani marié à N. Gasc. Arnaud Stephani et Pierre de Valon transigent sur Thégra et Bétaille après 1290. Guillaume de Valon fait de Raymond de Valon, fils de Pierre de Valon et de N. de Cavagnac, fille de Guillaume Robert de Cavagnac, sœur de Rigal de Cavagnac, son héritier. Raymond de Valon est coseigneur de Gigouzac et de Thégra.
Vers 1284, les coseigneurs de Thégra sont Guillaume de Valon, Arnaud Stephani, Rigal de Cavagnac et Géraud de Cornil, seigneur dominant. Rigal de Cavagnac étant mort en 1284, son fils, Rigal de Cavagnac devient coseigneur de Thégra. Galaubie de Valon, fils de Raymond de Valon, est marié avec N. de Cornil, fille de Géraud de Cornil, il devient le seigneur dominant de Thégra à la mort de son beau-père. Il est mort avant 1342 car à cette date Rigal de Cavagnac, coseigneur de Thégra, et Guérin de Valon, seigneur de Thégra, passent une transaction avec Bertrand de Miers.
Le premier château de Thégra a dû être construit au XIe siècle, sur une éminence, à 800 m de l'emplacement actuel du village. Guérin de Valon fortifie le château entre 1342 et 1390. Le château est en ruines à la fin de la guerre de Cent Ans. Il est abandonné par la famille de Valon depuis longtemps car elle s'est installée à Rocamadour.
Le château est reconstruit dans la seconde moitié du XVe siècle par Adhémar de Valon (†1476), seigneur de Thégra, fils de Jean de Valon (mort vers 1437) et d'Antonie de Miers, petite-fille de Rigal de Cabagnac. Le château adopte un plan traditionnel avec un corps de logis rectangulaire associé à trois tours circulaires dont une logeant un escalier à vis desservant les étages. Thégra étant déserté à la fin de la guerre, Adhémar de Valon décide de repeupler le village en acensant les terres à de nouveaux colons à partir de 1442. Les seigneurs de Thégra qui suivent sont Antoine de Valon (mort en 1505), puis Antoine de Valon, son fils Gilles de Valon (mort en 1560) marié en 1541 avec Marie Ricard de Genouillac, fille de Jean III Ricard de Genouillac, coseigneur de Gourdon, dont ils ont eu Jeanne de Valon (vers 1542-1605), dame de Thégra, mariée en 1560 avec Antoine de Gozon, seigneur de Pruines.
En 1574, le château est pris par Antoine de Malleville, lieutenant du capitaine protestant Bessonie. Antoine de Gozon est tué dans cette attaque et Jeanne de Valon est obligé d'épouser en secondes noces Antoine de Malleville. Jeanne de Valon a eu de lui, deux enfants, dont un fils appelé Guyon. Thégra est devenu une forteresse protestante de 1574 à 1580. Antoine de Malleville a été tué en 1577. Il est remplacé par son lieutenant, Pierre de Lagrange, sieur de La Pannonie, pour garder le château, et s'est marié avec Jeanne de Valon dont il a un fils, avant d’être tué en 1580. Jeanne de Valon est veuve pour la troisième fois et retrouve la pleine de suzeraineté sur Thégra. Elle se remarie alors en quatrièmes noces avec Henri des Ondes, seigneur catholique. Jeanne de Valon transmet la seigneurie de Thégra à sa petite-fille Jeanne de Gozon, dame de Thégra, mariée à Jean Gabriel de Gauléjac, d'où Jeanne Marquèse de Gauléjac, mariée en 1646, à Jacques-Victor de Touchebœuf-Beaumond, comte de Clermont, baron de Gourdon, de Gramat, capitaine d'une compagnie de chevau-légers en 1646, décédée en 1674. De ce mariage est né Anne de Touchebœuf-Beaumond, née en 1648, mariée en 1670 avec Armand de Durfort, comte de Boissières et de Puycalvet, baron de Salviac, Gourdon et de Gramat et comte de Clermont-Verteillac après 1737.
La seigneurie de Thégra est vendue en 1699 à deux frères, Louis et Jean de Lagarde. Ils l'ont revendu en 1731 à François Niocel, marchand de Saint-Céré. C'est ce dernier qui a fait la reconstruction et le réaménagement du XVIIIe siècle.
Le château est vendu à la Révolution comme bien national à M. Lavaur. Il est habité en 1836 par Louis Lavaur. En 1848, il appartient à l'avocat Jean-Jacques Bergues marié à Catherine Fleur Félicie de Certain de la Meschaussée. Leur fille adoptive, Céline de la Méchaussée, s'est mariée en 1863 avec Gustave Calmels d'Artensac, descendant des seigneurs de Montvalent. Le château est ensuite la propriété de leur fils, Alain Calmels d'Artensac dans les années 1930.
L'édifice est inscrit au titre des monuments historiques le 29 juin 1960,.